# Rayons pour Sidar
Rayons pour Sidar est un roman de science-fiction de l'auteur français Stefan Wul paru en 1957.

## Argument
Au XXIe siècle, sur la planète Sidar, un Terrien dénommé Lorrain sillonne la jungle épaisse et hostile de la planète à la recherche de son robot Lionel. Accompagné de son guide Xaog, il arrive bientôt dans un village indigène et se rend chez le « Résident », un Terrien qui occupe des fonctions administratives territoriales. Lorrain doit retrouver son robot au plus vite, car l'évacuation des Terriens est imminente. La Terre a en effet signé un traité qui confie définitivement l'avenir de Sidar aux Xressiens, un peuple de rats intelligents, mais très agressifs.

## Présentation de l'œuvre
Rayons pour Sidar est le troisième roman de science-fiction de Stefan Wul et le deuxième à être publié aux éditions Fleuve Noir en 1957, après Niourk. Le récit, composé de trois parties divisées en vingt-neuf chapitres, appartient au genre du planet opera, avec pour décor dominant un paysage de jungle épaisse.
Stefan Wul présente son personnage principal, Lorrain 1 613 A.C., comme un « Afrançais », sans autre explication. Le thème de l'Afrance sera en revanche exploité et largement développé la même année dans son roman ultérieur, La Peur géante.

## Résumé
Au XXIe siècle, sur la planète Sidar, un Terrien dénommé Lorrain 1 613 A.C. sillonne la jungle épaisse et hostile de la planète Sidar à la recherche de son robot Lionel 1 613 A.C.. Accompagné de son guide Xaog, il arrive bientôt dans un village indigène et se rend chez le « Résident », un Terrien qui occupe des fonctions administratives territoriales. Lorrain doit retrouver son robot au plus vite, car l'évacuation des Terriens est imminente. La Terre a en effet signé un traité qui confie définitivement l'avenir de Sidar aux Xressiens, un peuple de rats intelligents, mais très agressifs.
Après avoir profité de l'hospitalité du Résident et survécu à l'attaque d'un Krôtang affamé, Lorrain repart dans la jungle avec son guide Xaog, mais doit franchir seul la limite qui le sépare du pays des Horbs, un peuple sauvage et dangereux. Au-delà de la rivière de gaz inflammables franchie, Lorrain est fait prisonnier par les Horbs. Pendant l'une des nuits rituelles des Horbs, lorsque le ciel de la planète Sidar est tout irradié de rouge à cause de l'un de ses satellites naturels, Lorrain réussit à s'échapper. Dans sa course effrénée pour échapper aux Horbs, il tombe sur un Krôtang mort dont surgit un robot très endommagé, sans jambes, qui n'est autre que son double mécanique : Lionel.
Lorrain emporte Lionel sur son dos jusqu'à leur « factorerie », une usine de miroiterie située en pleine jungle du pays Horb. Lorrain est bientôt tué par des Horbs déchaînés, mais Lionel récupère son corps et l'entrepose dans une chambre froide qu'il transforme en salle d'opération. L'androïde procède alors à une opération délicate : greffer son buste électronique au bassin et aux jambes de Lorrain. Il repart ensuite pour un dangereux périple dans la jungle sidarienne, utilisant une carte topographique donnée par le Résident et transportant la dépouille mortelle de son maître dans un sac réfrigéré. Après avoir échappé à maintes bêtes dangereuses, Lionel arrive dans un village sidarien qui vénère une étrange idole : une tête de robot défigurée, plantée au bout d'une longue pique, appartenant à Martial 6 738 A.B., le robot disparu du Résident. Lionel réussit à subtiliser la tête de l'idole, récupère quelques pièces sur le corps démembré de Martial et repart pour le village du Résident. Pendant ce temps, les vaisseaux xressiens envahissent le ciel de Sidar, prêts à coloniser la planète.
Une fois au village, Lionel révèle au Résident que Lorrain et lui sont en mission secrète pour le compte du gouvernement terrien et qu'ils doivent agir vite afin de sauver Sidar de la colonisation xressienne qui s'annonce désastreuse pour les indigènes. Le Résident réussit à retarder la prise de pouvoir des Xressiens au village et à cacher tous les Sidariens dans des souterrains. Il opère ensuite Lorrain et réussit à le ramener à la vie. Lionel et Lorrain expliquent alors leur stratagème : transformer, grâce à des rayons cosmiques ionisés, le deutérium dont se compose la planète en hydrogène léger afin de propulser Sidar hors de son orbite actuelle en direction du système solaire. Comme les Xressiens ne maîtrisent pas les voyages interstellaires, ils seront obligés de l'abandonner. Lorrain, Lionel et Martial se rendent à la ville de Gayam et mettent leur plan à exécution et la trajectoire de la planète est déviée. Les autorités terriennes promeuvent quelque temps plus tard Lorrain au grade d'« ingénieur suprême » et le Résident au grade de « gouverneur général de Sidar ».

## Personnages principaux
Les personnages principaux sont classés dans l'ordre alphabétique.
- Daniel 3 795 A.A., scientifique et astronome terrien de Gayam ;
- Lionel 1 613 A.C., robot à l'image de Lorrain ;
- Lorrain 1 613 A.C., Afrançais qui a construit une factorerie sur la planète Sidar ;
- Martial 6 738 A.B., robot du Résident ;
- le Résident ou Marco, fonctionnaire territorial terrien en poste sur Sidar ;
- Xaog, Sidarien, guide de Lorrain dans la jungle ;

## Commentaires

### L'Homme et son double robotique
Bien que le thème de l'Homme et de son double cybernétique ne soit pas aussi intensément exploité et développé que chez un auteur comme Philip K. Dick, les robots androïdes de Rayons pour Sidar offrent les prémisses d'une profonde réflexion sur l'identité humaine.
Les androïdes du roman de Stefan Wul sont présentés comme les doubles robotiques de leurs propriétaires humains. Alors que l'Homme subit les assauts du temps, son double robotique incarne de manière vivante la vitalité de son ancienne jeunesse et conserve tous les souvenirs de la vie de son maître dans sa mémoire électronique. Le double androïde des personnages du roman devient une sorte d'autre moi, d'incarnation permanente d'un passé de jeunesse et de beauté. Le décalage qui grandit entre le propriétaire et son double éternellement jeune induit une sorte d'attachement narcissique du maître à l'image vivante de lui-même qu'est son robot. Dans le récit, le personnage du Résident vit la perte de son robot comme un véritable traumatisme et aucun autre robot plus récent ne saurait remplacer celui qui l'a accompagné toute sa vie avec les traits de ses vingt ans. Les robots sont donc affectivement considérés comme des personnes par leur propriétaires.
Stefan Wul évite dans sa narration tous les développements ambigus auxquels pourrait conduire une telle thématique en imaginant une loi humaine stricte qui impose de détruire les doubles au décès de leur propriétaire. La copie métallique ne peut légalement survivre à son original de chair et de sang.

### Thème de la colonisation
Si Stefan Wul a toujours déclaré ne pas faire de politique dans ses romans, il n'en reste pas moins que le thème de la colonisation est l'un des thèmes récurrents de ses récits de science-fiction. Si Rayons pour Sidar décrit les efforts acharnés des Terriens pour conserver leur colonie sidarienne afin d'éviter aux autochtones le sort horrible qui les attend en cas de colonisation xressienne, le concept même de colonisation n'est jamais réellement interrogé. Stefan Wul joue le thème de la « bonne colonisation » contre celui de la « mauvaise colonisation » qui entraîne des génocides.
Le choix du thème de la colonisation, à une époque où l'Algérie française est déjà ensanglantée par des mouvements indépendantistes et anti-coloniaux, n'est sans doute pas arbitraire. Il intervient dans La Peur géante (avec une vision politiquement unifiée des colonies françaises sous le nom d' « Afrance »), dans Oms en série (avec la colonisation d'un territoire inhabité qui donne naissance à une nouvelle civilisation), dans Le Temple du passé (avec la transmission du flambeau de la civilisation terrienne à une espèce de lézard intelligents vivant sur une autre planète) et dans L'Orphelin de Perdide (avec l'achat par le héros d'une planète tout entière et le rêve d'une colonisation qui donnerait naissance à un monde meilleur).

### Pouvoir de l'Homme sur l'univers
Dans l'œuvre de Stefan Wul, le thème des planètes déviées ou modifiées apparaît à plusieurs reprises avec quelques variantes. Si Rayons pour Sidar décrit une planète quittant artificiellement son orbite pour rejoindre le système solaire, Niourk proposait la solution opposée : la planète Terre sortant du système solaire pour se placer au centre de l'univers. Dans les deux cas, les déviations planétaires sont effectuées par des êtres humains dotés de connaissances scientifiques très avancées qui lui permettent de remodeler l'univers, ultime étape du pouvoir exorbitant que l'Homme réussit à exercer sur la nature.

## Éditions françaises
- Fleuve noir, coll. « Anticipation » no 90, couverture de René Brantonne, 1957 ;
- Denoël, coll. « Présence du futur » no 136, 1971, rééditions en 1972 puis 1979, 1986, 1988  (ISBN 2-207-30136-2), couverture de Stéphane Dumont et 1998, couverture de Jean-Yves Kervévan  (ISBN 2-207-24760-0) ;
- dans Œuvres complètes 1, Lefrancq, coll. « Volumes », 1996  (ISBN 2-87153-197-8) ;
- Gallimard, coll. « Folio SF » no 289, 2001  (ISBN 978-2-07-034547-2) ;
- dans Stefan Wul – L'Intégrale, tome 3, Bragelonne, coll. « Trésors de la SF », 2013  (ISBN 978-2-35294-764-6).

## Traductions

### En portugais
- Missão em Sidar, Livros do Brasil, coll. « Argonauta » no 72, 1963.

### En finnois
- Sidarin peilisäteet, WSOY, coll. « Tiikeri-sarja » no 6, 1978  (ISBN 951-0-08661-4).

## Articles spécialisés
- Ronny L. Idels, Horizons du fantastique no 5, 1969 ;
- Denis Philippe, OPTA, dans la revue Fiction no 229, 1973.